# Arma perfetta
Arma perfetta (The Perfect Weapon) è un film del 1991 diretto da Mark DiSalle.

## Trama
Jeff Sanders torna in città determinato a cambiare il suo modo di vivere, troppo spesso incentrato sull'aggressività e sull'eccesso di violenza.
Il suo ritorno coincide con la morte del suo maestro di vita e esperto di arti marziali orientali, che in particolare gli aveva insegnato le regole del kenpō. Tra un'analessi e l'altra — ricordando gli insegnamenti appresi da ragazzo — Jeff matura l'idea di vendicare la morte del maestro Lo, vittima della mafia locale.
Jeff si getta così in un'avventura costellata di vendette e combattimenti corpo a corpo contro avversari sempre più feroci e pericolosi, nonostante il parere contrario degli affetti familiari, nel tentativo d'individuare e di eliminare l'assassino del suo maestro.

## Curiosità
Il primo film di arti marziali rivolto a un pubblico di adolescenti risale almeno al 1984 con Per vincere domani - The Karate Kid, diretto da John Avildsen; il vecchio saggio e maestro di arti marziali (l'attore Pat Morita) ammoniva il giovanissimo Ralph Macchio, indisciplinato allievo che saprà poi farsi valere al momento opportuno.